# EA-2054

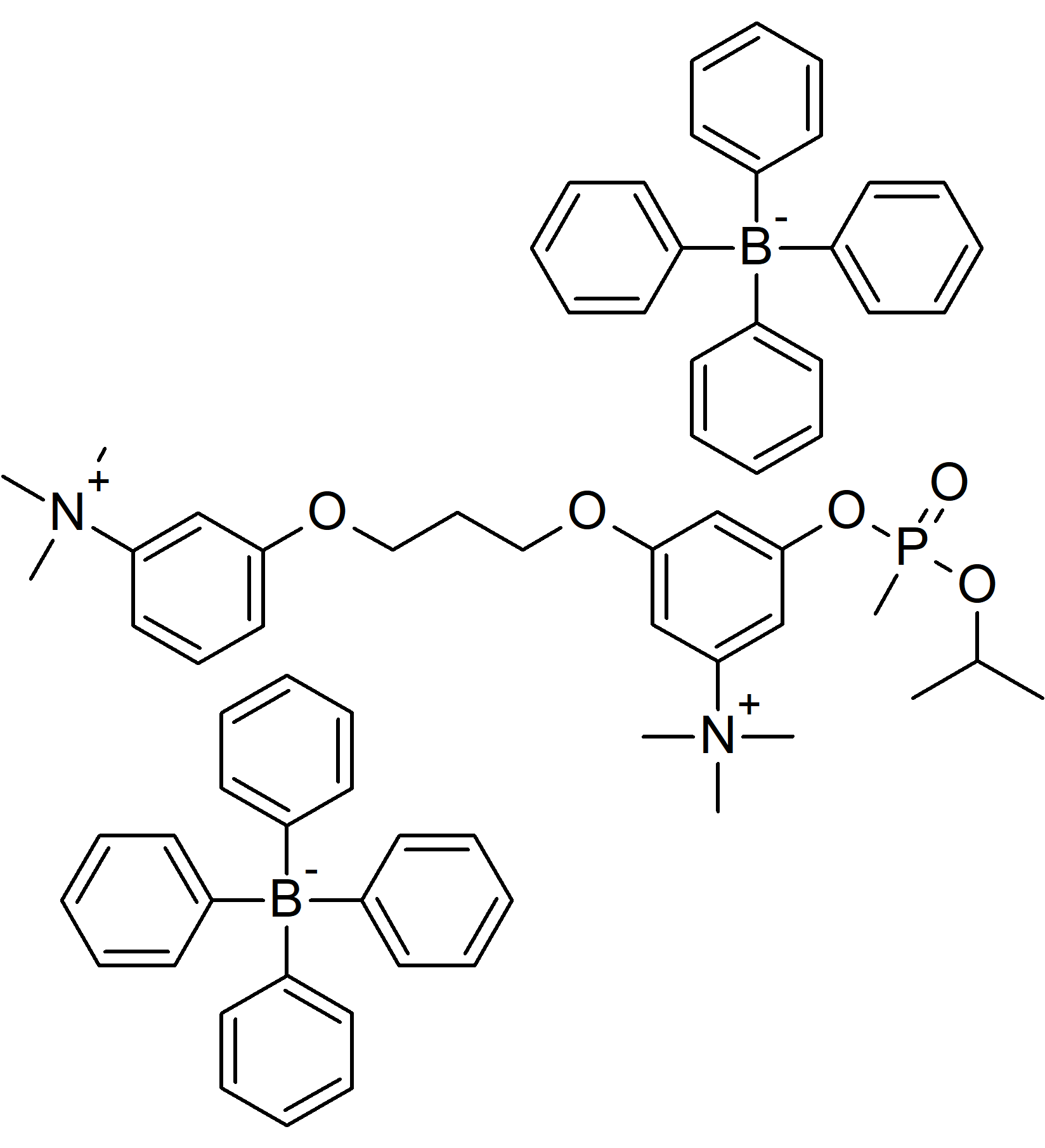
A fórmula esquelética do agente EA-2054.

EA-2054  é um agente químico organoboronado sintético de formulação C73H81B2N2O5P.